# Andros (insulă)
Andros (în limba greacă Άνδρος) este o insulă din Grecia, cea mai nordică din Insulele Ciclade. Lungimea insulei este de 40 de km și lărgimea de 16 km. Teritoriul insulei este în principal muntos cu numeroase văi și pârâie.

## Obiective turistice
Principalele atracții turistice de pe insulă sunt Muzeul arheologic din Andros și orașul Paleopolis, vechea capitală a insulei construită pe o coastă de deal, al cărui port este vizitat în fiecare an de mii de turiști.